# Caroline Massin
Caroline Massin (Châtillon-sur-Seine, 2 luglio 1802 – Parigi, 27 gennaio 1877) è stata una bibliotecaria e libraia francese, moglie del filosofo Auguste Comte dal 1824 al 1842.

## Biografia
Figlia illegittima di attori di provincia, Caroline fu affidata poco dopo la nascita alla nonna, che si prese cura di lei, a Parigi, dove avrebbe iniziato a lavorare come sarta e a prostituirsi e poi, con i risparmi così accumulati - e in particolare l'aiuto finanziario del facoltoso avvocato Antoine Cerclet, che ne aveva comprato la verginità - acquistato e gestito un gabinetto di lettura (un locale a metà strada tra un salotto-caffè letterario e una piccola biblioteca-emeroteca, dove era possibile leggere, commentare, consultare e prendere in prestito libri, giornali e riviste) nel Boulevard du Temple.
Secondo quanto rivelato dallo stesso filosofo in una "aggiunta segreta" al proprio testamento, Auguste Comte la conobbe nel periodo in cui ella si prostituiva presso il Palazzo Reale, facendo la mantenuta dell'avvocato Cerclet che probabilmente gliela presentò, ma la relazione con Comte si instaurò solamente due anni dopo. Caroline Massin sposò Comte nel febbraio del 1825, ma, nonostante l'indubbia intesa intellettuale tra i due, attestata dal loro epistolario, il matrimonio non fu felice e la coppia si separò definitivamente nell'agosto del 1842. Ciononostante, Caroline continuò a seguire l'opera di Comte per tutta la sua vita, intrattenendo con l'ex marito una corrispondenza assidua e profonda. 

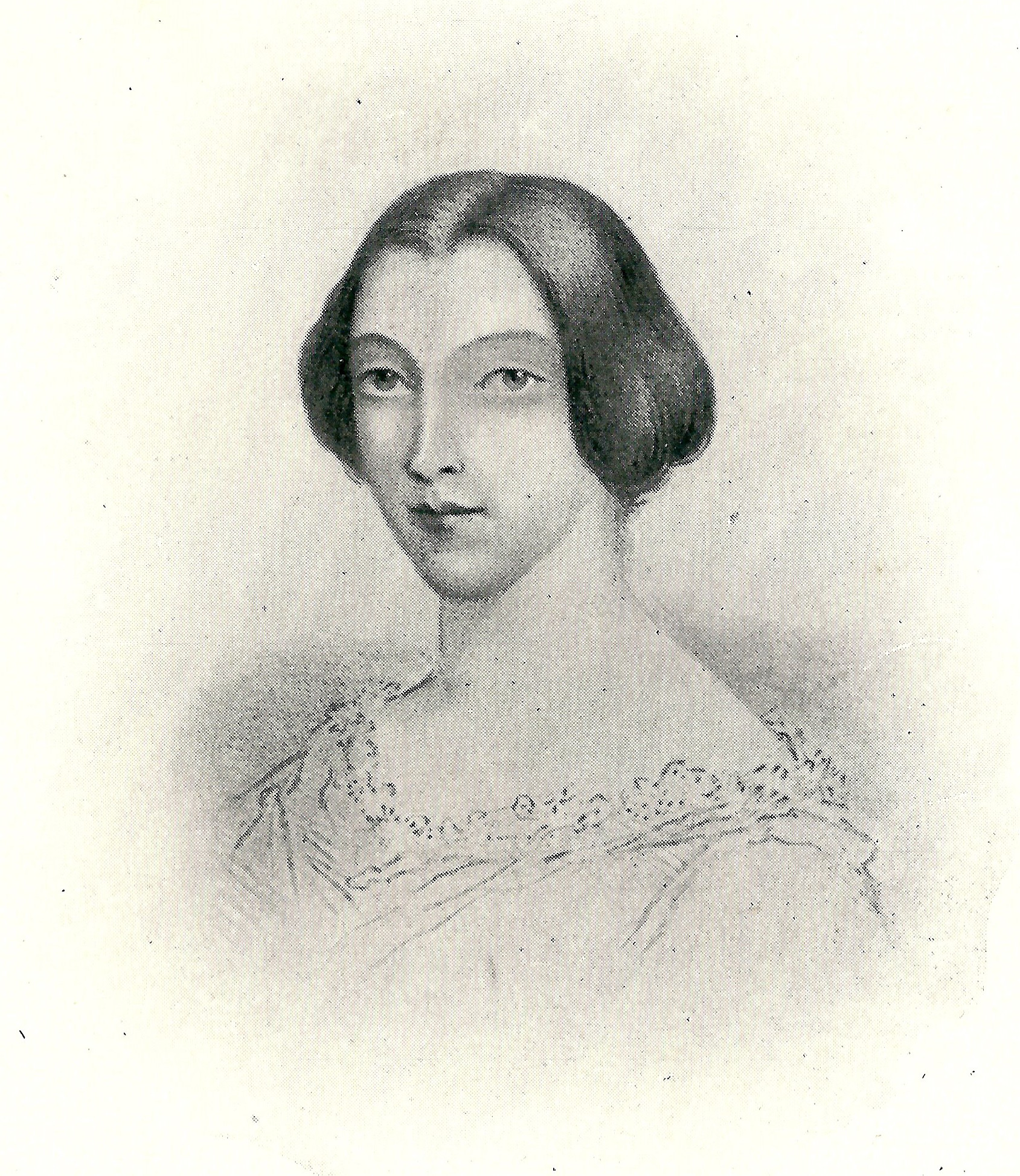
Ritratto di Caroline Massin

Dopo la morte di Comte, avvenuta nel 1857, Caroline - sostenuta dal suo nuovo compagno, l'ex allievo di Comte Émile Littré - sarà protagonista di una lunga contesa con i discepoli del filosofo riuniti nella società positivista; merito della disputa, l'eredità del filosofo e in particolare i diritti d'autore sulle sue opere.
Fuggita a Rouen durante la guerra franco-prussiana, Caroline morì pochi anni più tardi, dopo il suo ritorno nella capitale, il 27 gennaio 1877.